# Polistes strigosus
Polistes strigosus (лат.) — вид общественных ос из семейства Vespidae (Polistinae).

## Распространение
Тропическая и субтропическая Южная и Юго-Восточная Азия, включая Вьетнам, Индию, Китай, Лаос, Малайзию, Непал, Тайвань, Филиппины.

## Описание
Крупного размера бумажные осы, длина 15—18 мм. Отличается от других видов подрода Polistella длинными и глубокими бороздками на пронотуме, а также коричневыми метасомальными III−VI-м сегментами, клипеусом и мезоскутумом (у близкого вида Polistes sagittarius пронотальные бороздки нерегулярные, а окраска указанных частей тела чёрная). Пятно у вершины маргинальной ячейки переднего крыла отсутствует. Вид включают в подрод Polistella (в котором около 85 видов), крупнейший из четырёх подродов Старого Света в составе рода бумажных ос Polistes. В составе Polistes strigosus выделяют три подвида: P. s. atratus (Индия); P. s. mimus; P. s. baliensis. Впервые вид был описан в 1940 году американским энтомологом Джозефом Чарльзом Бекуэртом (Joseph Charles Bequaert, 1886—1982).